# Пересмажені боби
Пересмажені боби (ісп. frijoles refritos, фрихо́лес рефри́тос) — страва з приготованих і розім'ятих бобів, традиційний масовий продукт харчування мексиканської кухні і кухні Текс-мекс, хоча рецепти в цих кухнях мають деякі відмінності.

## Інгредієнти та приготування
Пересмажені боби зазвичай готуються з квасолі різних видів. Боби перед приготуванням замочують на ніч, потім смажать, зливають більшу частину рідини, що залишилася, і перетворюють в пасту (за допомогою товкачки для картоплі, або протираючи через сито (щоб прибрати шкірку), або просто розминаючи виделкою або великою плоскою ложкою). Якщо консистенція виходить занадто суха, додають курячий або овочевий бульйон або частину рідини, що залишилася при варінні. Отриману пасту потім обсмажують на салі або олії та додають за смаком сіль й інші спеції.

## Використання
У домашній кухні пережарені боби зазвичай бувають основною стравою в супроводі невеликих порцій страв із більш вираженим ароматом і смаком, але їх можна використовувати і як гарнір або робити з них бобові буріто, загортаючи в тортильї.
У Сполучених Штатах пересмажені боби зазвичай готують із квасолі. Вони подаються як гарнір з більшістю страв в ресторанах кухні Текс-мекс. Вони також дуже популярні як соус-діп для кукурудзяних тортилій. Пересмажені боби також головний інгредієнт у багатьох рецептах таких страв як тостада, чимічанга і pupusa. Крім того, вони є типовим інгредієнтом в багатошарових соусах-діп, таких як семишаровий діп, в начос, особливо в стравах, відомих під назвами «nachos grande» або «burrito grande».

## Назва
Назва страви засноване на словотворчій кальці. В мексиканській іспанській префікс re- — неофіційна форма логічного виділення, що означає «дуже» або «добре», і її не слід плутати з англійським префіксом re-  і офіційним використанням іспанського префіксу re-, які вказують на повторення процесу. Таким чином, іспанська назва цієї страви frijoles refritos перекладається як «добре обсмажені боби», а не «двічі обсмажені боби».